# Wiesenthau

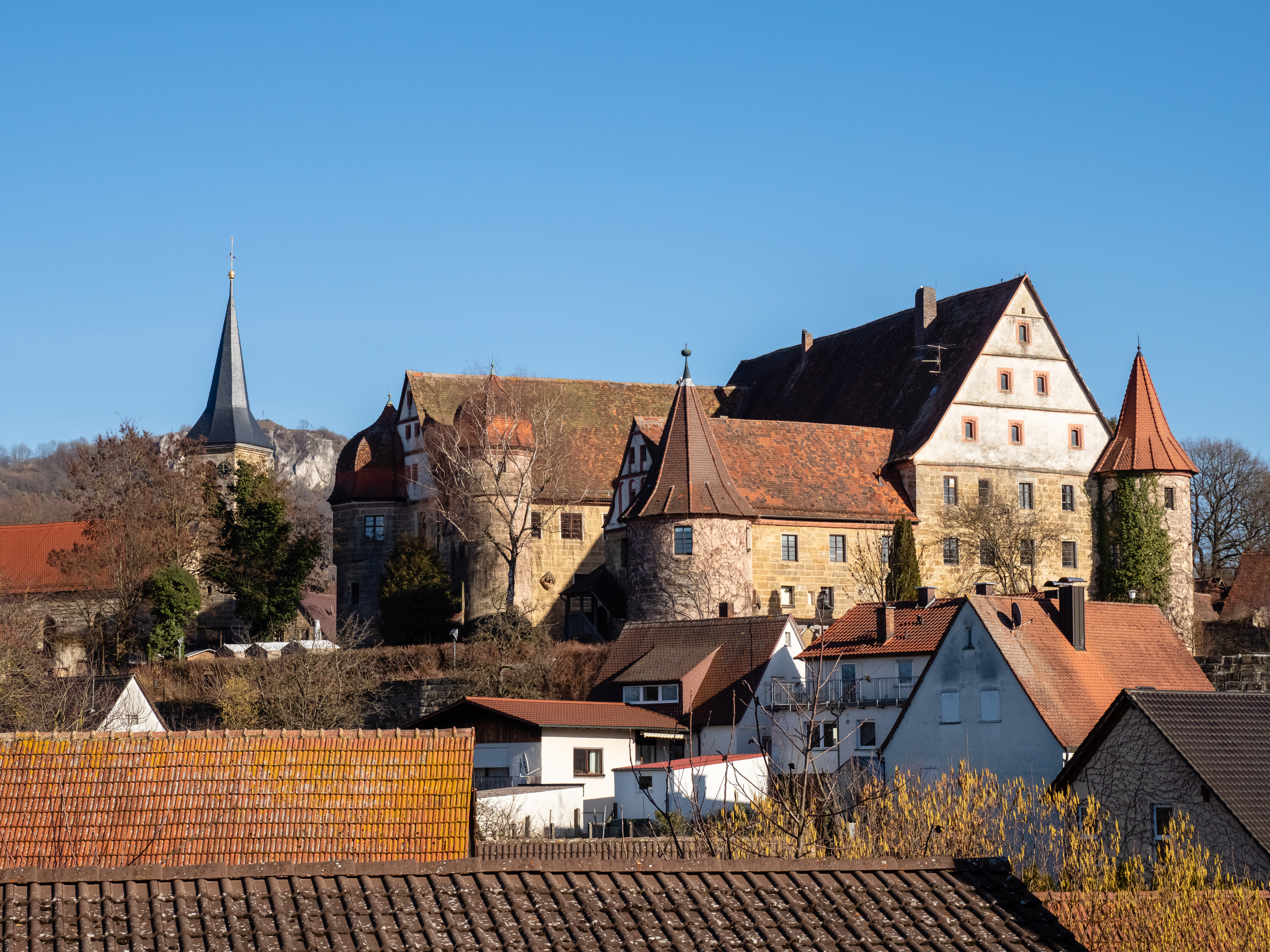
Schloss Wiesenthau

Wiesenthau ist eine Gemeinde in der Nähe der Wiesent im oberfränkischen Landkreis Forchheim und ein Mitglied der Verwaltungsgemeinschaft Gosberg.

## Geographie

### Geographische Lage
Wiesenthau liegt am Fuße des Walberla. Im Ort befindet sich das Schloss Wiesenthau, lange im Besitz der Familie von Wiesenthau.

### Gemeindegliederung
Die Gemeinde Wiesenthau hat 2 Gemeindeteile (in Klammern ist der Siedlungstyp angegeben):
- Schlaifhausen (Kirchdorf)
- Wiesenthau (Pfarrdorf)

Es gibt die Gemarkungen Schlaifhausen und Wiesenthau.

### Nachbargemeinden
Nachbargemeinden sind (von Norden beginnend im Uhrzeigersinn): Kirchehrenbach, Leutenbach, Pinzberg, Forchheim.

## Geschichte

### Bis zur Gemeindegründung
Im Jahre 1062 wurde die Gemeinde erstmals urkundlich erwähnt. Die Herren von Wiesenthau hatten von 1128 bis zu ihrem Aussterben 1814 die Ortsherrschaft inne. Die Landesherrschaft hatten die Grafen Schönborn inne, die 1806 durch Bayern mediatisiert wurden. Sie traten es im Zuge von Grenzbereinigungen an das Großherzogtum Würzburg des Erzherzogs  Ferdinand von Toskana ab, mit dem es mit den Verträgen von Paris 1814 endgültig an Bayern zurückfiel. Im Zuge der Verwaltungsreformen in Bayern entstand mit dem Gemeindeedikt von 1818 die heutige Gemeinde.

### Eingemeindungen
Mit der Gebietsreform wurde am 1. Mai 1978 die Gemeinde Schlaifhausen eingegliedert.

## Politik

### Bürgermeister
Erster Bürgermeister ist seit 2014 Bernd Drummer (Bürgergemeinschaft Wiesenthau). Zuvor hatte diese Position seit 2002 Hans Weisel (Bürgergemeinschaft Wiesenthau) inne, der von 1996 bis 2002 Zweiter Bürgermeister war.

### Gemeinderat
Die Kommunalwahlen 2020 führten zu folgender Sitzverteilung im Gemeinderat:
- Bürgergemeinschaft Wiesenthau: 4 Sitze (±0)
- Für Mensch, Heimat und Natur: 4 Sitze (+4 Sitze)
- Dorfgemeinschaft Schlaifhausen: 2 Sitze (−1 Sitz)
- Freie Wähler Wiesenthau/Schlaifhausen: 1 Sitz (−1 Sitz)
- Aktive Bürger Wiesenthau und Schlaifhausen: 1 Sitz (+1 Sitz)

Die Kommunalwahlen 2014 führten zu folgender Sitzverteilung im Gemeinderat:
- Bürgergemeinschaft Wiesenthau: 4 Sitze
- Dorfgemeinschaft Schlaifhausen: 3 Sitze
- Junge Bürger Wiesenthau/Schlaifhausen: 2 Sitze
- Freie Wähler Wiesenthau/Schlaifhausen: 2 Sitze
- Neue Liste für Wiesenthau und Schlaifhausen: 1 Sitz

### Wappen
| | Blasonierung: „Über von Rot und Silber gespaltenem Zinnenschildfuß, belegt mit einer heraldischen Lilie in verwechselten Farben, gespalten von Silber und Rot; vorne übereinander vier liegende rote Rauten, hinten ein silberner Flug.“ |
| Wappenbegründung: Die Herren von Wiesenthau hatten von 1128 bis zu ihrem Aussterben 1814 die Ortsherrschaft inne, ein Rittermannslehen des Kantons Gebürg der reichsfrei unmittelbaren Ritterschaft Landes zu Franken. Daran erinnern die vier Rauten, das Wappen der Herren von Wiesenthau in geminderter Form. Der Zinnenschildfuß stellt die das Ortsbild prägende Schlossanlage dar. Der Flug ist das Symbol des Evangelisten Matthäus und steht für die Pfarrkirche von Wiesenthau, die dem Heiligen geweiht ist. Die silberne Lilie weist als Mariensymbol auf die katholische Filialkirche St. Maria in Schlaifhausen. Die Gemeinde Wiesenthau führt das Wappen seit 1984. | |

## Schienenverkehr
Die Gemeinde hat einen Haltepunkt an der Bahnstrecke Forchheim–Ebermannstadt, der stündlich durch die Linie RB 22 bedient wird. Sie ist in den Tarif des Verkehrsverbundes Großraum Nürnberg integriert.